# Jarosław Bako
Jarosław Bako (* 12. August 1964 in Olsztyn) ist ein ehemaliger polnischer Fußballtorwart.
Er begann seine Karriere bei ŁKS Łódź in der polnischen Ekstraklasa. Nach seinen Anfängen bei ŁKS Łódź spielte Jarosław Bako bei mehreren anderen polnischen Vereinen (Legia Warschau, Zagłębie Lubin, Lech Posen, Stomil Olsztyn) bevor er schließlich 1991 in die erste türkische Liga zu Beşiktaş Istanbul wechselte. 
Nach zwei erfolgreichen Saisons in der Türkei wechselte er wieder zurück nach Polen zu Lech Posen, bevor er 1993 nach Israel zu Hapoel Tel Aviv wechselte. Hier spielte er drei Saisons und beendete seine Israelaufenthalt mit einer Saison bei Hapoel Jerusalem. Daraufhin kehrte er wieder nach Polen zurück und spielte noch drei Saisons in der höchsten polnischen Spielklasse der Ekstraklasa für Stomil Olsztyn (jetzt OKS 1945 Olsztyn). Jarosław Bako ließ seine Karriere dann ab 1999 bei unterklassigen Vereinen wie Jeziorak Iława, GKS Stawiguda, Tęcza Biskupiec und der zweiten Mannschaft von Polonia Warschau ausklingen. 
Von 1989 bis 1993 spielte Jarosław Bako insgesamt 38 mal für die polnische Fußballnationalmannschaft. Er konnte sich aber trotz dieser 38 Einsätze nie in die Liste der Großen polnischen Torhüter (wie Jan Tomaszewski, Józef Młynarczyk, Jerzy Dudek oder Artur Boruc) einreihen.
Momentan arbeitet Jarosław Bako als Torwarttrainer beim polnischen Erstligisten Polonia Warschau.

## Erfolge
- 1× Polnischer Meister (1991)
- 1× Türkischer Meister (1992)
- Dritter Platz U20-WM 1983